# گرند بلانک (میشیگان)
گرندبلانس، میشیگان (به انگلیسی: Grand Blanc, Michigan) یک شهر در ایالات متحده آمریکا با جمعیت ۸٬۲۷۶ نفر است که در میشیگان واقع شده‌است.

## موقعیت جغرافیایی
موقعیت جغرافیایی شهرها و مناطق اطراف به شرح زیر است: